# Ding Mocun
 (avril 2025).
Ding Mocun, né en 1901 à Changde (Empire de Chine) et mort à Suzhou (République de Chine) également désigné sous le nom de Ding Lesheng (chinois : 丁勒生), est un homme politique de la première heure de la République de Chine. Durant l’occupation nippone, il se mua en une figure éminente au sein des services de police secrète du régime collaborateur.

## Biographie
Originaire de Changde, dans la province du Hunan, Ding, qui avait initialement adhéré au Parti communiste chinois, se voua par la suite à la politique au sein du Kuomintang, s’illustrant particulièrement à Shanghai.

### Carrière
Il escalada les degrés de la hiérarchie du Kuomintang, bénéficiant de l’appui de la faction dite « Clique du Club Central », placée sous l’égide de Chen Lifu. En 1934, il se vit confier la présidence du département de recherche et de statistiques, entité servant de paravent à la police occulte du parti. Toutefois, contraint de quitter ses fonctions en 1938, à la faveur d’une réorganisation du Kuomintang émaillée de nombreux scandales de concussion, il passa au service des Japonais en compagnie de Li Shiqun. Sous les auspices du maître-espion japonais Kenji Doihara, les deux hommes œuvrèrent à l’établissement d’un appareil de sûreté dévolu au renseignement et à la police secrète. Cette institution, fondée en avril 1939, siégeait au 76, Jessfield Road, à Shanghai. Les murs de cette enceinte abritaient des geôles où étaient détenus, interrogés, et parfois suppliciés, tant les présumés communistes que les captifs du Kuomintang.
Sous le gouvernement national réorganisé de Chine, entité collaborationniste placée sous l’égide de Wang Jingwei, Ding occupa diverses charges au sein du Comité politique central, du Comité militaire et du Yuan exécutif. Par la suite, il revêtit des fonctions ministérielles, assumant tour à tour le portefeuille de la Société puis celui des Transports au sein dudit gouvernement. Il fut également, pour un temps, investi du gouvernorat de la province du Zhejiang.
Le 21 décembre 1939, il réchappe à un attentat ourdi contre sa personne, dans lequel se trouvait impliquée Zheng Pingru.

### Arrestation et exécution
Après la capitulation du Japon et l’effondrement du gouvernement national réorganisé de Chine, Ding fut arrêté en septembre 1945 et inculpé de forfaiture. Lors de son procès, il allégua avoir œuvré au sein du régime de Nanjing en qualité d’espion, agissant sous les ordres de Dai Li, le chef des services secrets du Kuomintang. Condamné en février 1947, il est exécuté dans la prison de Suzhou, sous l’autorité de la République de Chine, le 5 juillet de la même année.